# Championnat du Sénégal de football de quatrième division
Le championnat des divisions régionales du Sénégal de football a été créé en 1960. Il devient le National 2 en février 2009.

## Organisation
Comme le National 1, elle est organisée par la Fédération sénégalaise de football.
Les 32 clubs concernés par le championnat amateur de National 2 de football sont répartis, en tenant compte du critère géographique, en 4 poules de 8 équipes chacune.
Le premier de chaque poule est promu en National 1. Tandis que les deux derniers de chaque poule seront relégués en Ligue Régionale.
Pour la saison, 2023, 2024, il y aura 12 montées en National 1.

## Palmarès en Championnat

### Clubs de l'édition 2022-2023
Groupe A
| Club               | Ville       |
| ------------------ | ----------- |
| ASUC de Ziguinchor | Ziguinchor  |
| Santhiaba Club     | Ziguinchor  |
| Entente SUD        | Ziguinchor  |
| Pépiniere SUD      | Kolda       |
| Coton Sport        | Tambacounda |
| Kawral Velingara   | Velingara   |
| Tessito Réal       | Marsassoum  |
| UCAS FC            | Sédhiou     |
| Zig Inter          | Ziguinchor  |
| AS Koumpentoum     | Koumpentoum |

Groupe B
| Club          | Ville       |
| ------------- | ----------- |
| AS Bambey     | Bambey      |
| ASC Dahra     | Dahra       |
| Penc Louga    | Louga       |
| Diamono FC    | Diourbel    |
| Bargueth FC   | Kébémer     |
| AS Ndar Guedj | Saint-Louis |
| Deukeundo     | Louga       |
| ASCASE R      | Louga       |
| US Matam      | Matam       |
| ERGM          | Guet Ndar   |

Groupe C
| Club            | Ville             |
| --------------- | ----------------- |
| AS Cambérène    | Cambérène (Dakar) |
| Malika AF       | Dakar             |
| ASFA            | Dakar             |
| Zenith FC       | Kaolack           |
| ASC les Damels  | Tivaouane         |
| TP Diamono      | Kaolack           |
| Avenir Mbacké R | Mbacké            |
| FC Passy        | Passy             |
| Keur Samba      | Kaolack           |
| Malem Hodar     | Kaffrine          |
| Nguelemou FC    | Kaffrine          |
| FC Espoirs      | Kaffrine          |

Groupe D
| Club                | Ville                   |
| ------------------- | ----------------------- |
| Africa Foot         | Dakar                   |
| Builders FC         | Patte d'Oie (Dakar)     |
| AF Darou Salam      | Dakar                   |
| Guelwaars Fatick    | Fatick                  |
| USPA                | Les Parcelles Assainies |
| US Guinguineo       | Guinguinéo              |
| Olympique de Ngor R | Ngor                    |
| Kaolack FC          | Kaolack                 |
| Darou Salam FC R    | Sébikotane              |
| Racing Club         | Dakar                   |
| FC Mama Guedi       | Joal                    |
| Dakar FC            | Dakar                   |

### Tableau final
|  | Demi-finales       | Demi-finales       | Demi-finales      | Demi-finales      |             |             | Finale                                        | Finale                                        | Finale                                        | Finale                                        |
|  |                    |                    |                   |                   |             |             |                                               |                                               |                                               |                                               |
|  | 14 septembre 2023  | 14 septembre 2023  | 14 septembre 2023 | 14 septembre 2023 |             |             | 17 septembre 2023, Stade Massène Sène, Fatick | 17 septembre 2023, Stade Massène Sène, Fatick | 17 septembre 2023, Stade Massène Sène, Fatick | 17 septembre 2023, Stade Massène Sène, Fatick |
|  | Africa Foot        | Africa Foot        | 0 (4)             | 0 (4)             |             |             | 17 septembre 2023, Stade Massène Sène, Fatick | 17 septembre 2023, Stade Massène Sène, Fatick | 17 septembre 2023, Stade Massène Sène, Fatick | 17 septembre 2023, Stade Massène Sène, Fatick |
|  | Africa Foot        | Africa Foot        | 0 (4)             | 0 (4)             |             |             | 17 septembre 2023, Stade Massène Sène, Fatick | 17 septembre 2023, Stade Massène Sène, Fatick | 17 septembre 2023, Stade Massène Sène, Fatick | 17 septembre 2023, Stade Massène Sène, Fatick |
|  | ASUC de Ziguinchor | ASUC de Ziguinchor | 0 (2)             | 0 (2)             |             |             | 17 septembre 2023, Stade Massène Sène, Fatick | 17 septembre 2023, Stade Massène Sène, Fatick | 17 septembre 2023, Stade Massène Sène, Fatick | 17 septembre 2023, Stade Massène Sène, Fatick |
|  | ASUC de Ziguinchor | ASUC de Ziguinchor | 0 (2)             | 0 (2)             | Africa Foot | Africa Foot | 1 (7)                                         | 1 (7)                                         |                                               |                                               |
|  | 14 septembre 2023  |                    |                   |                   | Africa Foot | Africa Foot | 1 (7)                                         | 1 (7)                                         |                                               |                                               |
|  |                    |                    | AS Bambey         | AS Bambey         | 1 (6)       | 1 (6)       |                                               |                                               |                                               |                                               |
|  | AS Cambérène       | AS Cambérène       | AS Bambey         | AS Bambey         | 1 (6)       | 1 (6)       | 1 (0)                                         | 1 (0)                                         |                                               |                                               |
|  | AS Cambérène       | AS Cambérène       |                   |                   |             |             |                                               | 1 (0)                                         |                                               |                                               |
|  | AS Bambey          | AS Bambey          | 1 (3)             | 1 (3)             |             |             |                                               |                                               |                                               |                                               |
|  | AS Bambey          | AS Bambey          | 1 (3)             | 1 (3)             |             |             |                                               |                                               |                                               |                                               |

### Clubs de l'édition 2023-2024
Groupe A
| Club             | Ville       |
| ---------------- | ----------- |
| Ajamaat FC P     | Ziguinchor  |
| Santhiaba Club   | Ziguinchor  |
| Entente SUD      | Ziguinchor  |
| Pépiniere SUD    | Kolda       |
| Coton Sport      | Tambacounda |
| Kawral Velingara | Velingara   |
| Tessito Réal     | Marsassoum  |
| UCAS FC          | Sédhiou     |
| Zig Inter        | Ziguinchor  |
| AS Boundou P     | Tambacounda |

Groupe B
| Club              | Ville       |
| ----------------- | ----------- |
| Jolof OC P        | Dahra       |
| ASC Dahra         | Dahra       |
| Penc Louga        | Louga       |
| Diamono           | Diourbel    |
| Bargueth FC       | Kébémer     |
| AS Ndar Guedj     | Saint-Louis |
| Deukeundo         | Louga       |
| ASCASE            | Louga       |
| US Matam          | Matam       |
| Haayo des Agnam P | Agnam       |

Groupe C
| Club             | Ville      |
| ---------------- | ---------- |
| Guelwaars Fatick | Fatick     |
| Zenith FC        | Kaolack    |
| Kaolack FC       | Kaolack    |
| Damels           | Tivaouane  |
| TP Diamono       | Kaolack    |
| FC Passy         | Passy      |
| Keur Samba       | Kaolack    |
| FC Mama Guedi    | Joal       |
| Malem Hodar      | Kaffrine   |
| Nguelemou FC     | Kaffrine   |
| US Guinguineo    | Guinguinéo |
| Toglou Diass R   | Diass      |

Groupe D
| Club              | Ville                   |
| ----------------- | ----------------------- |
| ASC Renaissance R | Dakar                   |
| Builders FC       | Patte d'Oie (Dakar)     |
| AF Darou Salam    | Dakar                   |
| Stade Thiaroye R  | Thiaroye                |
| USPA              | Les Parcelles Assainies |
| Malika AF         | Dakar                   |
| Olympique de Ngor | Ngor                    |
| Avenir de Mbacké  | Mbacké                  |
| Darou Salam FC    | Sébikotane              |
| Racing Club       | Dakar                   |
| ASFA              | Dakar                   |
| Niayes FC R       | Mboro                   |

### Tableau final
|  | Demi-finales     | Demi-finales     | Demi-finales   | Demi-finales   |                  |                  | Finale                               | Finale                               | Finale                               | Finale                               |
|  |                  |                  |                |                |                  |                  |                                      |                                      |                                      |                                      |
|  | 7 juin 2024      | 7 juin 2024      | 7 juin 2024    | 7 juin 2024    |                  |                  | 11 juin 2024 Stade de Mbacké, Mbacké | 11 juin 2024 Stade de Mbacké, Mbacké | 11 juin 2024 Stade de Mbacké, Mbacké | 11 juin 2024 Stade de Mbacké, Mbacké |
|  | Jolof OC         | Jolof OC         | 0 (8)          | 0 (8)          |                  |                  | 11 juin 2024 Stade de Mbacké, Mbacké | 11 juin 2024 Stade de Mbacké, Mbacké | 11 juin 2024 Stade de Mbacké, Mbacké | 11 juin 2024 Stade de Mbacké, Mbacké |
|  | Jolof OC         | Jolof OC         | 0 (8)          | 0 (8)          |                  |                  | 11 juin 2024 Stade de Mbacké, Mbacké | 11 juin 2024 Stade de Mbacké, Mbacké | 11 juin 2024 Stade de Mbacké, Mbacké | 11 juin 2024 Stade de Mbacké, Mbacké |
|  | Guelwaars Fatick | Guelwaars Fatick | 0 (9)          | 0 (9)          |                  |                  | 11 juin 2024 Stade de Mbacké, Mbacké | 11 juin 2024 Stade de Mbacké, Mbacké | 11 juin 2024 Stade de Mbacké, Mbacké | 11 juin 2024 Stade de Mbacké, Mbacké |
|  | Guelwaars Fatick | Guelwaars Fatick | 0 (9)          | 0 (9)          | Guelwaars Fatick | Guelwaars Fatick | 2                                    | 2                                    |                                      |                                      |
|  | 7 juin 2024      |                  |                |                | Guelwaars Fatick | Guelwaars Fatick | 2                                    | 2                                    |                                      |                                      |
|  |                  |                  | AF Darou Salam | AF Darou Salam | 0                | 0                |                                      |                                      |                                      |                                      |
|  | Coton Sport      | Coton Sport      | AF Darou Salam | AF Darou Salam | 0                | 0                | 0                                    | 0                                    |                                      |                                      |
|  | Coton Sport      | Coton Sport      |                |                |                  |                  |                                      | 0                                    |                                      |                                      |
|  | AF Darou Salam   | AF Darou Salam   | 2              | 2              |                  |                  |                                      |                                      |                                      |                                      |
|  | AF Darou Salam   | AF Darou Salam   | 2              | 2              |                  |                  |                                      |                                      |                                      |                                      |

.

### Clubs de l'édition 2024-2025
Groupe A
| Club               | Ville       |
| ------------------ | ----------- |
| Olympique de Zig R | Ziguinchor  |
| Santhiaba Club     | Ziguinchor  |
| FC Mansacounda     | Bambaly     |
| Kawral Velingara   | Velingara   |
| Tessito Réal       | Marsassoum  |
| UCAS FC            | Sédhiou     |
| Zig Inter          | Ziguinchor  |
| Goudiry SC P       | Goudiry     |
| Finthiock FC P     | Ziguinchor  |
| OL Kédougou P      | Kédougou    |
| AS Boundou P       | Tambacounda |
| Moya de Kolda P    | Kolda       |

Groupe B
| Foyer de Richard-toll P | Richard-toll |
| ASSUR                   | Richard-Toll |
| ASC Dahra               | Dahra        |
| Penc Louga              | Louga        |
| ASC Diamono             | Louga        |
| AS Ndar Guedj           | Saint-Louis  |
| ASCASE                  | Louga        |
| US Matam                | Matam        |
| Fierté Mbacké R         | Mbacké       |
| Avenir Mbacké           | Mbacké       |
| NSFC Iyane P            | Matam        |
| Diamono FC              | Diourbel     |

Groupe C
| EJ Fatick R    | Fatick     |
| AS LAGHEM P    | Kaolack    |
| Kaolack FC     | Kaolack    |
| TP Diamono     | Kaolack    |
| Nguelemou FC P | Kaffrine   |
| Zenith FC      | Kaolack    |
| FC Passy       | Passy      |
| Keur Samba     | Kaolack    |
| FC Mama Guedi  | Joal       |
| FC Espoirs P   | Kaffrine   |
| US Guinguineo  | Guinguinéo |
| Académie ISS P | Fatick     |

Groupe D
| Dakar FC            | Dakar                   |
| Africa Promo Foot R | Thiès                   |
| AFAT P              | Thiès                   |
| Niayes FC           | Mboro                   |
| Stade Thiaroye      | Thiaroye                |
| ASC Gouney P        | Mboro                   |
| ASC Renaissance     | Dakar                   |
| USPA                | Les Parcelles Assainies |
| Malika AF           | Malika                  |
| Olympique de Ngor   | Ngor                    |
| Darou Salam FC      | Sébikotane              |
| ES grand Yoff P     | Grand Yoff              |

### Tableau final
|  | Demi-finales    | Demi-finales    | Demi-finales    | Demi-finales    |            |            | Finale                                        | Finale                                        | Finale                                        | Finale                                        |
|  |                 |                 |                 |                 |            |            |                                               |                                               |                                               |                                               |
|  | 17 juillet 2025 | 17 juillet 2025 | 17 juillet 2025 | 17 juillet 2025 |            |            | 19 juillet 2025 Stade Djagaly Bagayoko, Dakar | 19 juillet 2025 Stade Djagaly Bagayoko, Dakar | 19 juillet 2025 Stade Djagaly Bagayoko, Dakar | 19 juillet 2025 Stade Djagaly Bagayoko, Dakar |
|  | ASC Dahra       | ASC Dahra       | 0 (2)           | 0 (2)           |            |            | 19 juillet 2025 Stade Djagaly Bagayoko, Dakar | 19 juillet 2025 Stade Djagaly Bagayoko, Dakar | 19 juillet 2025 Stade Djagaly Bagayoko, Dakar | 19 juillet 2025 Stade Djagaly Bagayoko, Dakar |
|  | ASC Dahra       | ASC Dahra       | 0 (2)           | 0 (2)           |            |            | 19 juillet 2025 Stade Djagaly Bagayoko, Dakar | 19 juillet 2025 Stade Djagaly Bagayoko, Dakar | 19 juillet 2025 Stade Djagaly Bagayoko, Dakar | 19 juillet 2025 Stade Djagaly Bagayoko, Dakar |
|  | Keur Samba      | Keur Samba      | 0 (4)           | 0 (4)           |            |            | 19 juillet 2025 Stade Djagaly Bagayoko, Dakar | 19 juillet 2025 Stade Djagaly Bagayoko, Dakar | 19 juillet 2025 Stade Djagaly Bagayoko, Dakar | 19 juillet 2025 Stade Djagaly Bagayoko, Dakar |
|  | Keur Samba      | Keur Samba      | 0 (4)           | 0 (4)           | Keur Samba | Keur Samba | 0                                             | 0                                             |                                               |                                               |
|  | 17 juillet 2025 |                 |                 |                 | Keur Samba | Keur Samba | 0                                             | 0                                             |                                               |                                               |
|  |                 |                 | Dakar FC        | Dakar FC        | 1          | 1          |                                               |                                               |                                               |                                               |
|  | Dakar FC        | Dakar FC        | Dakar FC        | Dakar FC        | 1          | 1          | 2                                             | 2                                             |                                               |                                               |
|  | Dakar FC        | Dakar FC        |                 |                 |            |            |                                               | 2                                             |                                               |                                               |
|  | FC Mansacounda  | FC Mansacounda  | 0               | 0               |            |            |                                               |                                               |                                               |                                               |
|  | FC Mansacounda  | FC Mansacounda  | 0               | 0               |            |            |                                               |                                               |                                               |                                               |